# Banksia media
Banksia des plaines du sud, Banksia à tige dorée
Espèce
Classification phylogénétique
Banksia media, le banksia des plaines du sud, est une espèce d'arbrisseau du genre Banksia de la famille des Proteaceae, endémique d'Australie. Il se rencontre sur la côte méridionale d'Australie-Occidentale entre Albany et Israelite Bay, où c'est une plante commune.